# Henk Blok
Henk Blok (Amsterdam, 7 juli 1967) is een Nederlandse nieuwslezer, redacteur, radiocoach en voice-over.

## Loopbaan
Na het afronden van zijn studie geschiedenis aan de Hogeschool Holland in Diemen begon Blok in 1991 met het presenteren van programma's en nieuwsbulletins bij Stadsradio Rotterdam. In hetzelfde gebouw was ook de commerciële zender Holland FM gevestigd. Hiervoor ging hij ook nieuwslezen.
In de zomer van 1993 werd hij freelancer bij de radionieuwsdienst van het ANP, later NOS Radionieuws. Al snel kwam hij er in vaste dienst en was hij te horen als nieuwslezer op alle landelijke publieke radiozenders. Hij werd er ook redacteur en eindredacteur.
In 2000 maakte hij de overstap naar de regionale omroep Radio M Utrecht. Bij deze zender presenteerde hij drie jaar lang het dagelijkse ochtendprogramma. Het laatste jaar, tot 11 april 2004, deed hij de presentatie van het avondspitsprogramma Afslag 93.1.
Vanaf september 2003 tot en met december 2018 was Blok de vaste nieuwslezer van het programma Evers staat op op Radio 538, met Edwin Evers, Rick Romijn en Niels van Baarlen.
Nadat Evers staat op was gestopt, bleef Blok bij Radio 538, maar dan als nieuwslezer in een nieuw ochtendprogramma met Frank Dane.
Van januari tot en met december 2021 maakte Blok bij Talpa-zender Radio Veronica op werkdagen het middagprogramma, samen met Tim Klijn en Celine Huijsmans.
Sinds begin 2022 is Blok de vaste nieuwslezer bij Ekdom in de morgen op Radio 10, iedere werkdag van 06.00 tot 10.00 uur.
Naast zijn radiowerk is hij te horen als voice-over in onder meer het SBS6-programma Lang leve de liefde.
Op 30 november 2023 werd aangekondigd dat Henk samen met Edwin Evers en Cobus Bosscha per 2 februari 2024 terugkeert in de vaste programmering van Radio 538 met een vrijdagmiddagshow Evers & Co.